# Musa Al Tayeb
Musa Al Tayeb  (ur. 15 czerwca 1984) –sudański piłkarz grający na pozycji obrońcy.

## Kariera klubowa
Piłkarską karierę Al Tayeb rozpoczął w klubie Al-Merreikh z Omdurmanu. W jego barwach zadebiutował w pierwszej lidze sudańskiej. W 2003 roku został wicemistrzem kraju i osiągnięcie to powtarzał ze swoim klubem do 2007 roku. W latach 2005–2007 wywalczył Puchar Sudanu.

## Kariera reprezentacyjna
W reprezentacji Sudanu Al Tayeb zadebiutował w 2008 roku. W 2008 roku został powołany przez selekcjonera Mohameda Abdallaha do kadry na Puchar Narodów Afryki 2008.